# Machaerirhynchus flaviventer
Il beccotagliente pettogiallo (Machaerirhynchus flaviventer Gould, 1851) è un uccello passeriforme della famiglia Machaerirhynchidae.

## Etimologia
Il nome scientifico della specie, flaviventer, deriva dal latino e significa "dal ventre giallo": il nome comune altro non è che la traduzione di quello scientifico.

## Descrizione

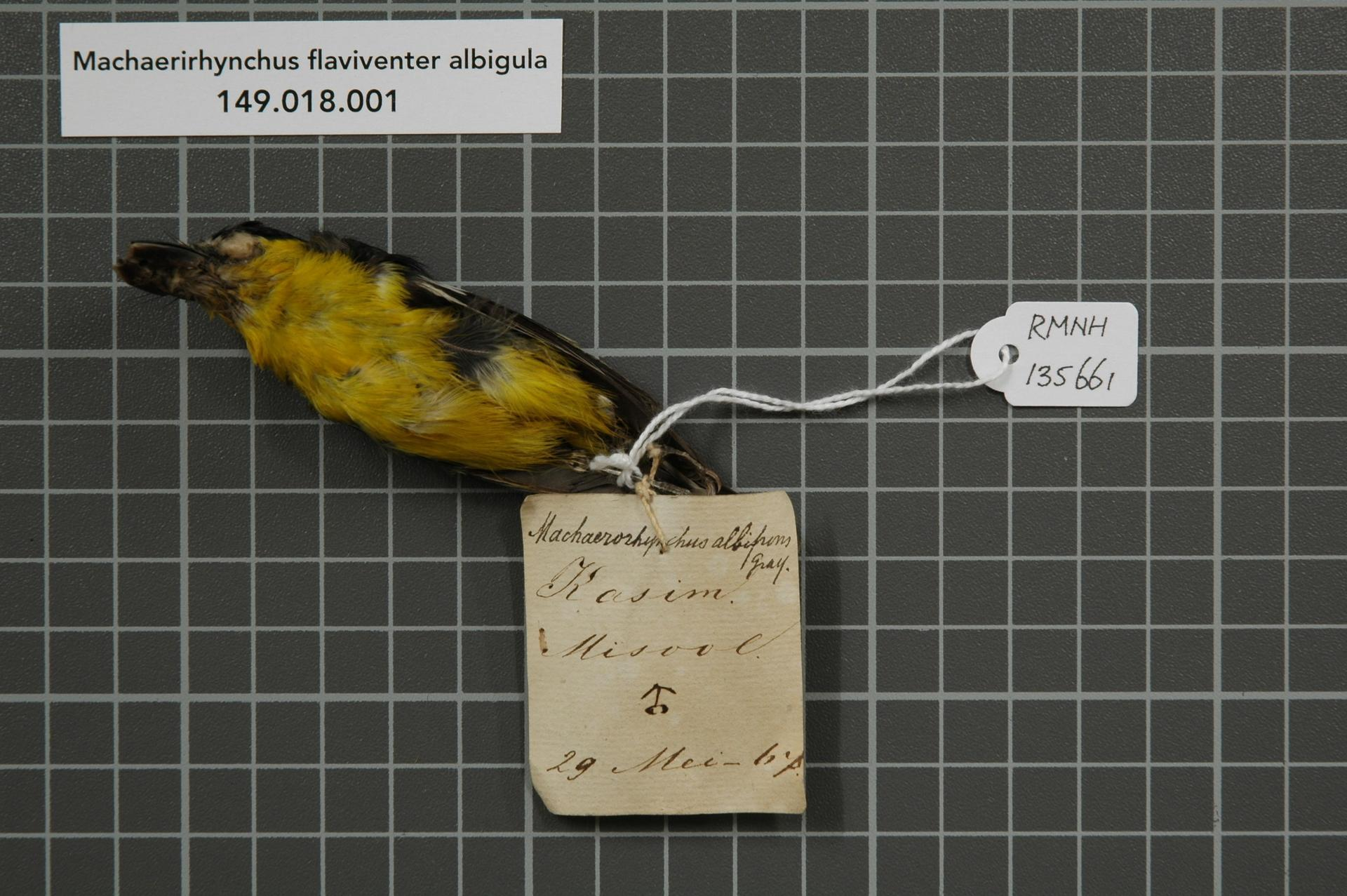
Maschio impagliato.

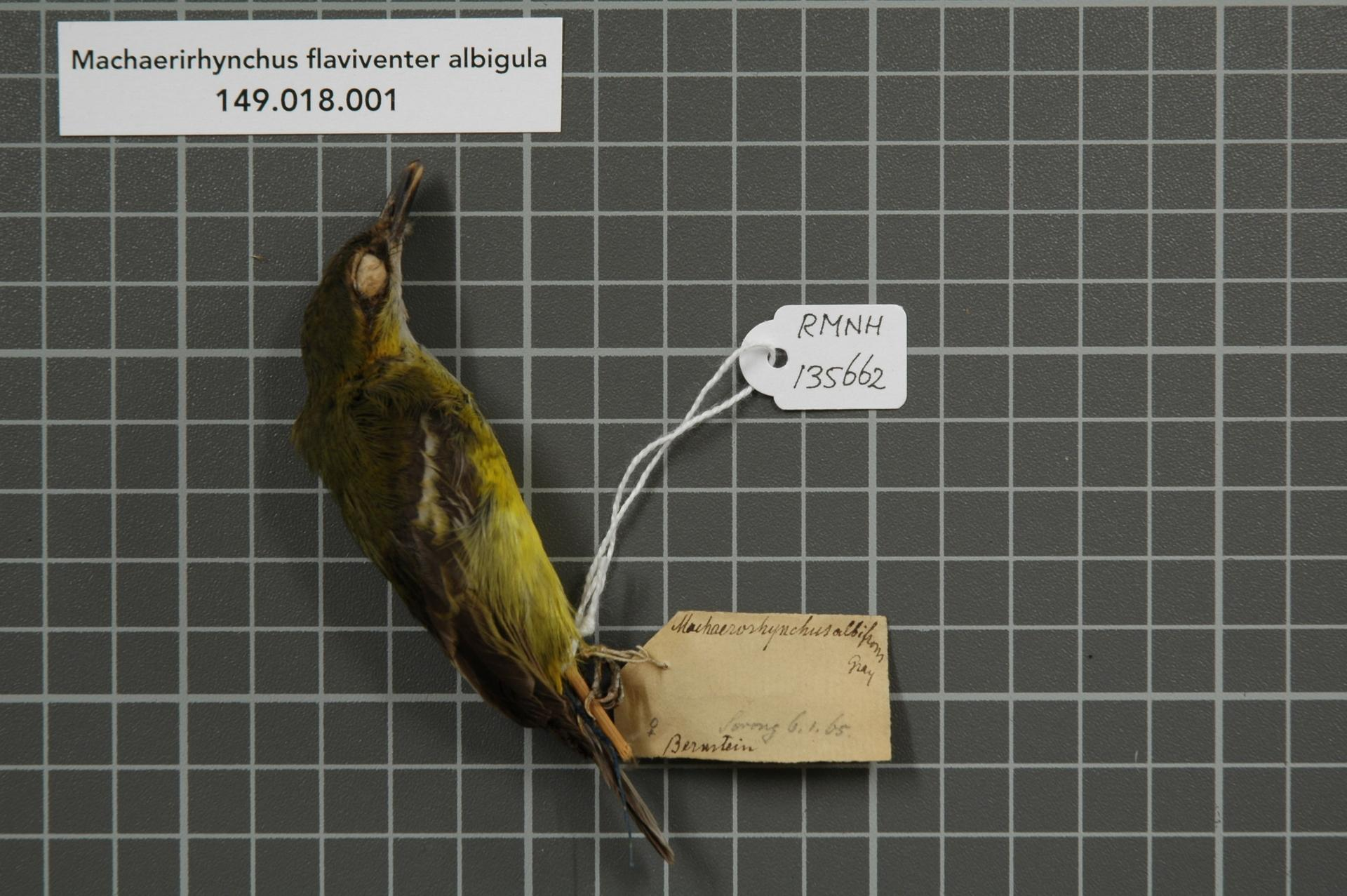
Femmina impagliata.

### Dimensioni
Misura 11-12,5 cm di lunghezza, per 9-10 g di peso.

### Aspetto
Si tratta di uccelletti dall'aspetto paffuto e arrotondato, con grossa testa rotonda che sembra direttamente incassata nel corpo, becco largo e appiattito, zampe forti, ali arrotondate e coda lunga e dall'estremità squadrata.
Il piumaggio si presenta nero su fronte, vertice, nuca, ali (che presentano copritrici bianche) e coda (anche in questo caso le penne laterali sono bianche): fra i lati del becco e l'area dell'orecchio è presente una banda nera che forma una mascherina, separata dal nero cefalico da una banda di colore giallo chiaro. La gola è di colore bianco, mentre petto, ventre e fianchi sono di color giallo limone.

Il dimorfismo sessuale è ben visibile, con le femmine che presentano colorazione nera più indistinta e tendente al bruno e giallo ventrale più spento e tendente al grigio-brunastro.
In ambedue i sessi becco e zampe sono di colore nerastro, mentre gli occhi sono di colore bruno scuro.

## Biologia

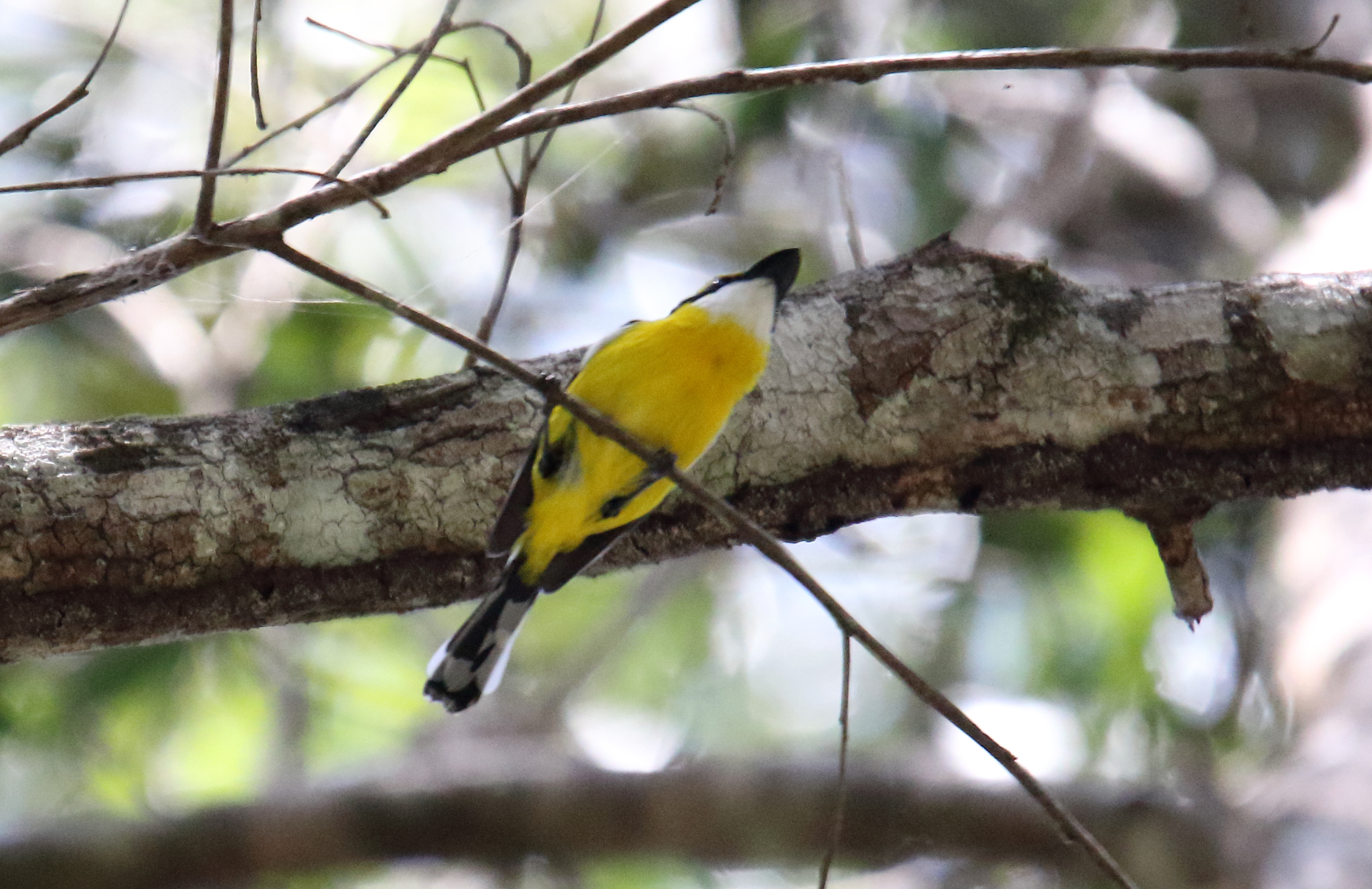
Esemplare canta in natura, mettendo in evidenza il profilo del caratteristico becco.

Si tratta di uccelletti dalle abitudini diurne, molto vispi e vivaci, che vivono da soli o al più in coppie, spesso aggregandosi a stormi misti con altre specie di uccelli.
Questi uccelli sono molto vocali, facendo spesso udire il loro richiamo, composto da rapidissime serie di dolci cinguettii liquidi.

### Alimentazione
Il beccotagliente pettogiallo è un uccello insettivoro, la cui dieta si compone in massima parte di insetti volanti, generalmente catturati in volo.

### Riproduzione
La stagione riproduttiva va da agosto a marzo: si tratta di uccelli monogami.
Il maschio e la femmina collaborano nella costruzione del nido (a forma di coppa, composto da fibre vegetali intrecciate abbastanza poco saldamente alla biforcazione della punta del ramo di un albero), mentre è la sola femmina a covare le 2-4 uova, con la cova che dura circa due settimane: alla schiusa delle uova, ambedue i genitori si prendono cura dei pulli, i quali, ciechi ed implumi alla nascita, divengono in grado d'involarsi a una ventina di giorni dalla schiusa, continuando a rimanere coi genitori ancora per un paio di settimane prima di allontanarsene definitivamente.

## Distribuzione e habitat

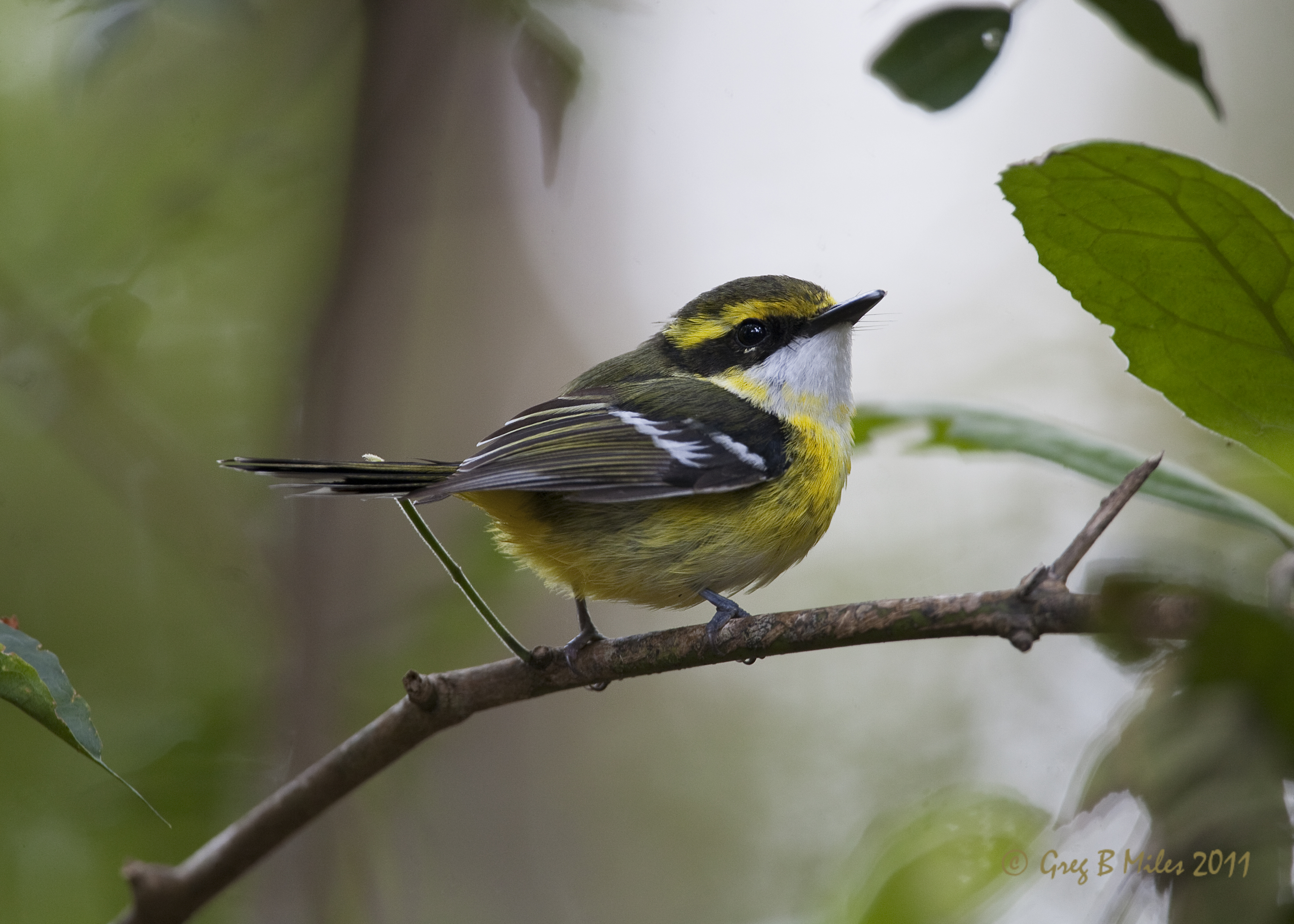
Esemplare nel Queensland.

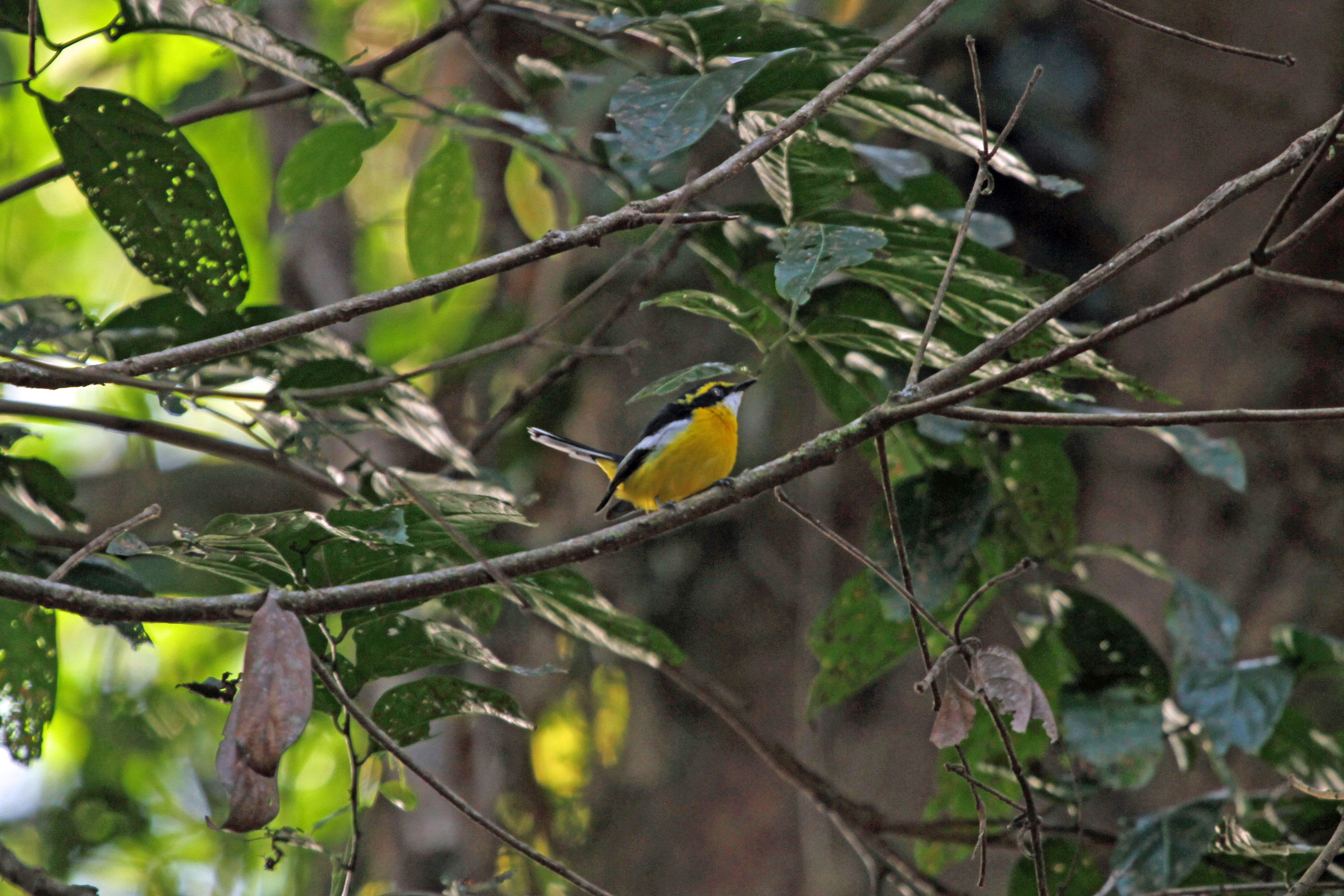
Maschio in natura.

Il beccotagliente pettogiallo è diffuso su ambedue le sponde dello stretto di Torres: lo si trova infatti in tutta la fascia costiera della Nuova Guinea (oltre che su alcune isole circonvicine, come le isole Aru, Waigeo, Salawati e Misool) fino alle pendici delle montagne centrali dell'isola, oltre che sulla punta della penisola di Capo York e nella zona attorno a Townsville, in Australia.
L'habitat di questi uccelli è rappresentato dalla foresta pluviale e dalla foresta a galleria, sia di pianura che pedemontane: essi abitano sia la foresta primaria che quella secondaria, purché con presenza di denso sottobosco nel quale trovare riparo e cercare il cibo.

## Tassonomia
Se ne riconoscono sei sottospecie:

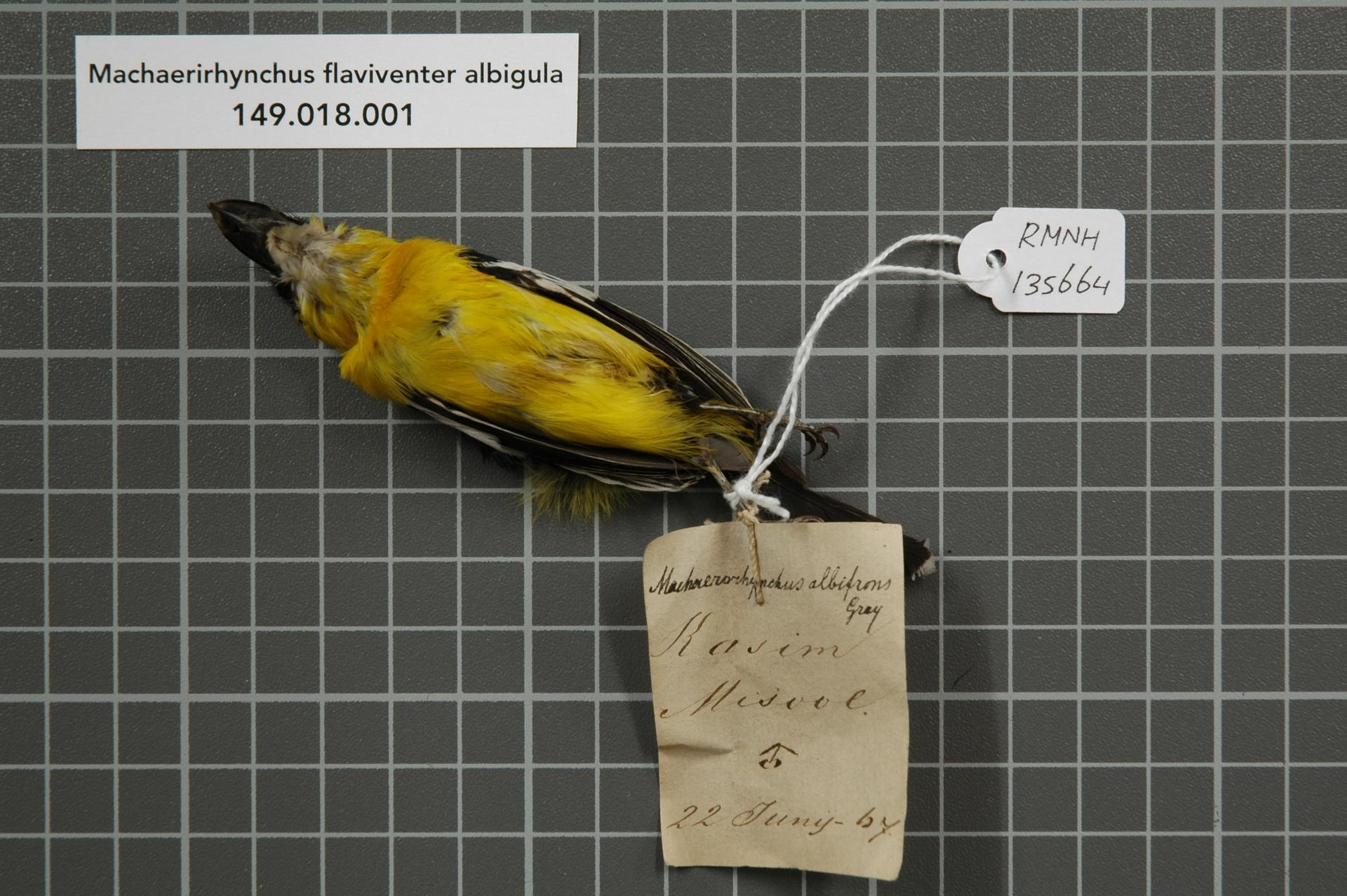
Maschio impagliato della sottospecie albigula.

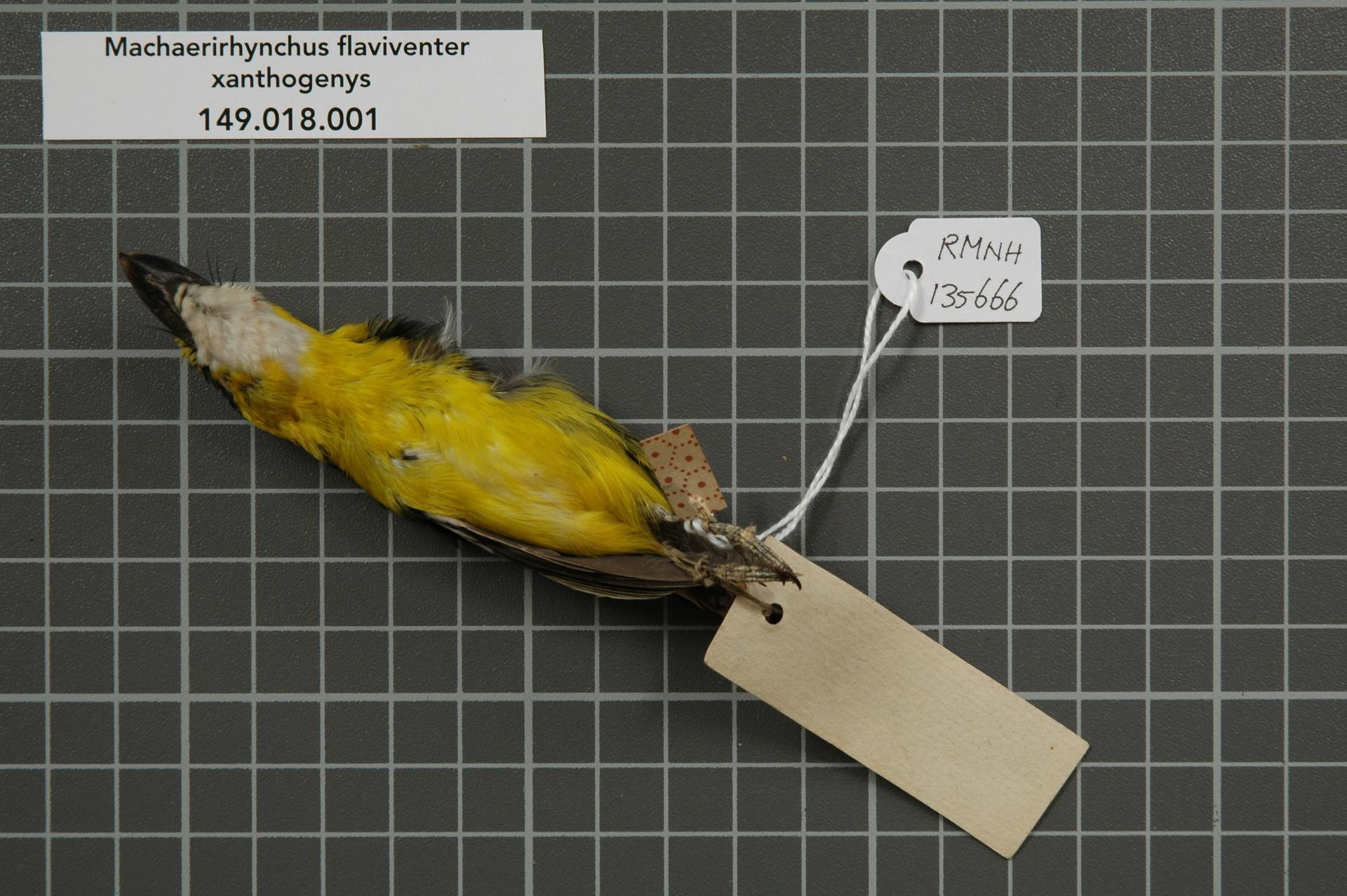
Maschio impagliato della sottospecie xanthogenys.

- Machaerirhynchus flaviventer flaviventer Gould, 1851 - la sottospecie nominale, diffusa sulla punta della penisola di Capo York;
- Machaerirhynchus flaviventer albifrons Gray, 1862 - endemica di Waigeo;
- Machaerirhynchus flaviventer albigula Mayr & Meyer de Schauensee, 1939 - diffusa nella penisola di Doberai (con annesse le vicine isole di Misool e Salawati) e lungo la costa occidentale della Nuova Guinea;
- Machaerirhynchus flaviventer novus Rothschild & Hartert, 1912 - diffusa nella penisola di Huon e lungo la costa nord-orientale della Nuova Guinea;
- Machaerirhynchus flaviventer xanthogenys Gray, 1858 - diffusa nelle isole Aru e nella fascia costiera sud-occidentale della Nuova Guinea;
- Machaerirhynchus flaviventer secundus Mathews, 1912 - diffusa nel Queensland nord-orientale.

Le sottospecie neoguineane sono cromaticamente ben distinte (più scure, con mascherina nera meno estesa a favore del giallo) da quelle australiane, tuttavia tale diversità non pare supportata da differenze nelle vocalizzazioni (sebbene aneddoticamente si dica che i richiami delle popolazioni australiane siano più variegati).